# قديسو المخدرات
قدّيسو المخدرات (بالكورية: 수리남) هو مسلسل كوري جنوبي، مبني على أحداث حقيقية، المسلسل من بطولة ها جونغ-وو، هوانغ جونغ مين وبارك هاي -سو. تم اصداره على منصة نتفليكس في 9 سبتمبر 2022.

## القصة
الرحلة المهددة للحياة لـ كانغ إن غو (ها جونغ وو)، وهو رجل أعمال مدني ليس لديه خيار سوى التعاون مع العملية السرية لجهاز المخابرات الوطنية للقبض على جيون يو هوان (هوانغ جونغ مين)، هو زعيم المخدرات الكوري الذي سيطر على سورينام. 

## طاقم

### رئيسي
- ها جونغ وو في دور كانغ إن غو[8]
- هوانغ جونغ مين في دور جيون يو هوان[9]
- جو وو جين في دور بايون كي تاي
- بارك هاي سو في دور تشوي تشانغ هو
- يو يون سيوك في دور ديفيد بارك

## روابط خارجية
- قديسو المخدرات على موقع IMDb (الإنجليزية)
- قديسو المخدرات على موقع روتن توميتوز (الإنجليزية)
- قديسو المخدرات على موقع نتفليكس (الإنجليزية)
- قديسو المخدرات على موقع ليتربوكسد (الإنجليزية)
- قديسو المخدرات على موقع قاعدة بيانات الفيلم (الإنجليزية)
- قديسو المخدرات على هانسينما